# Aríél Sárón
Aríél "Árík" Sárón  (héber betűkkel אריאל שרון, izraeli angol átírással Ariel Sharon, eredetileg Ariel Scheinermann, Kfar Málál, 1928. február 26. – Tel-Aviv, 2014. január 11.) izraeli tábornok, politikus, később Izrael Állam tizenhatodik miniszterelnöke.

## Élete

### Tanulmányai
Kfar Málál kibucban született Aríél Scheinermann néven. 14 éves volt, amikor csatlakozott a Hágánához és részt vett a függetlenségi háborúban, ahol az Alexandroni dandárban egy gyalogos egységet vezetett. A háború után a hadsereg kötelékében marad és a katonai hírszerzésért, valamint az arabok elleni megtorlóakciókért volt felelős. Tanulmányait a Héber Egyetemen végezte, Jeruzsálemben, történelem-orientalisztika szakon, majd 1957–58 között az angliai Camberley-i Vezérkari Iskolába járt (War College). 1962-ben jogi végzettséget szerzett a Héber Egyetemen.

### Katonai pályafutása
1945-től a Hágáná aktivistája. 1947-től a zsidó rendőrség kiképzőtisztje. 1948-tól felderítőtiszt, majd 1953-ban létrehozta a híres 101-es felderítő dandárt, melynek parancsnoka volt. Ez az egység a palesztin támadásokra válaszcsapásokkal válaszolt. 1956-ban a Sinai-félszigeti hadjáratban egy ejtőernyős dandár parancsnoka volt. 1958–62. között a Gyalogostiszti Iskola parancsnoka. 1962–64. között a páncélosok dandárparancsnoka. 1964–66. között az északi parancsnokság vezérkari főnöke lett. 1966–67. a hadsereg kiképzési főnöke. 1967-től dandártábornok és a hatnapos háborúban hadosztályparancsnok. 1969-ben a déli parancsnokság élére nevezték ki.
1973. elején leszerelt a hadseregből és politikai pályára lépett. Az 1973-as jom kippuri háborúban visszatért a hadseregbe és a sínai fronton páncélos egységet vezetve harcolt, ahol jelentős sikereket ért el a 3. egyiptomi hadsereg körülzárásában, és seregei három hétig ’Afrikában’ állomásoztak, a Szuezi-csatorna nyugati partján.

### Politikusi pályája
1973-ban csatlakozott a Gahal párthoz és későbbiekben a jobboldali Likúd Front egyik alapítója. 1973–74. és 1977-től a Kneszet képviselője. 1975–76 között Jichák Rabin miniszterelnök biztonsági tanácsadója lett. 1976-ban megalapította pártját, a Slómcíjónt, és az 1977-es választásokon két helyet szerzett a Kneszetben. Sárón pártjával csatlakozott a Likud Herút frakciójához és 1977–1981 között mezőgazdasági miniszter lett és támogatta a mezőgazdasági kapcsolatokat Egyiptommal.
1981-ben védelmi miniszterré nevezték ki, mely posztot 1983-ig viselte. A libanoni invázió ötlete tőle származik, ugyanis ki akarta söpörni dél-Libanonból a PFSZ egységeit. A hadműveleteket az eredeti terv szerint csak a Litáni-folyó vonaláig kellett volna folytatni, de hadügyminiszteri kereteit túllépte és a hadműveleteket kiterjesztette Bejrútig. Sárón személyes felelőse a szabrái és satílái palesztin menekülttáborokban elkövetett civilek elleni vérengzésekben, melyet az Izraellel szövetséges libanoni keresztény maroniták, a falangista csapatok követtek el. Sárónt 1983. február 14-én lemondásra kényszerítették a menekülttáborokban elkövetett vérengzések miatt.
1983–84 között tárca nélküli miniszter volt. 1984 szeptemberében kereskedelmi és iparügyi miniszter lett a Simón Peresz vezette kormányban, mely posztot 1990-ig töltötte be. 1985-ben a korábban elkezdett tárgyalások befejezésekén az Amerikai Egyesült Államokkal megkötötte a szabad kereskedelmi egyezményt. 1990–92 között építésügyi és lakásügyi miniszter Jichák Sámír kormányában, amely idő alatt felgyorsította a zsidó telepek építését a megszállt területeken, és ezzel még népszerűtlenebbé vált. 1991–92. a szovjet zsidók bevándorlásával foglalkozó kormánybizottság elnöke lett és 144 ezer lakást építettek. Az 1992-ben bekövetkezett vereség után lemondott miniszteri posztjáról.
1992 és 1996 között a Kneszet külügyi- és védelmi bizottságában vállalt tisztséget. Ezen időszak alatt a Beduin miniszteri bizottság elnöke is volt. 1996–98 között a nemzeti infrastruktúra-fejlesztési minisztere. 1997 júniusában kemény tárgyalások folytak arról, hogy Aríél Sárón megkapja-e a pénzügyminiszteri posztot Benjámín Netanjáhú kormányában, az új miniszterelnök akarata ellenére. Sárón több hatalmat szeretett volna, hogy a palesztin problémával tudjon foglalkozni.
1998. október 9-én Sárónt nevezték ki külügyminiszternek, mely posztot 1999-ig töltötte be. Külügyminisztersége alatt az úgynevezett Flagship Water projekten dolgozott, amelyet a nemzetek közössége anyagilag támogatott, hogy a régió vízproblémájára hosszútávú megoldást találjanak és megtalálják a békés kapcsolatok rendezését Izrael, Jordánia és más közel-keleti ország között. 1999. május 27-én Netanjáhú lemondott a Likúd pártvezéri posztjáról és Sárónt választották meg a párt új elnökének.
Sárón 2000. szeptember 28-án látogatást tett több száz izraeli biztonsági emberrel együtt a Templom-hegyre, amellyel mintegy olajat öntött a tűzre és ezzel kirobbant a palesztinok újabb ellenállási hulláma, amely a második intifáda néven ismeretes.

### Miniszterelnökként

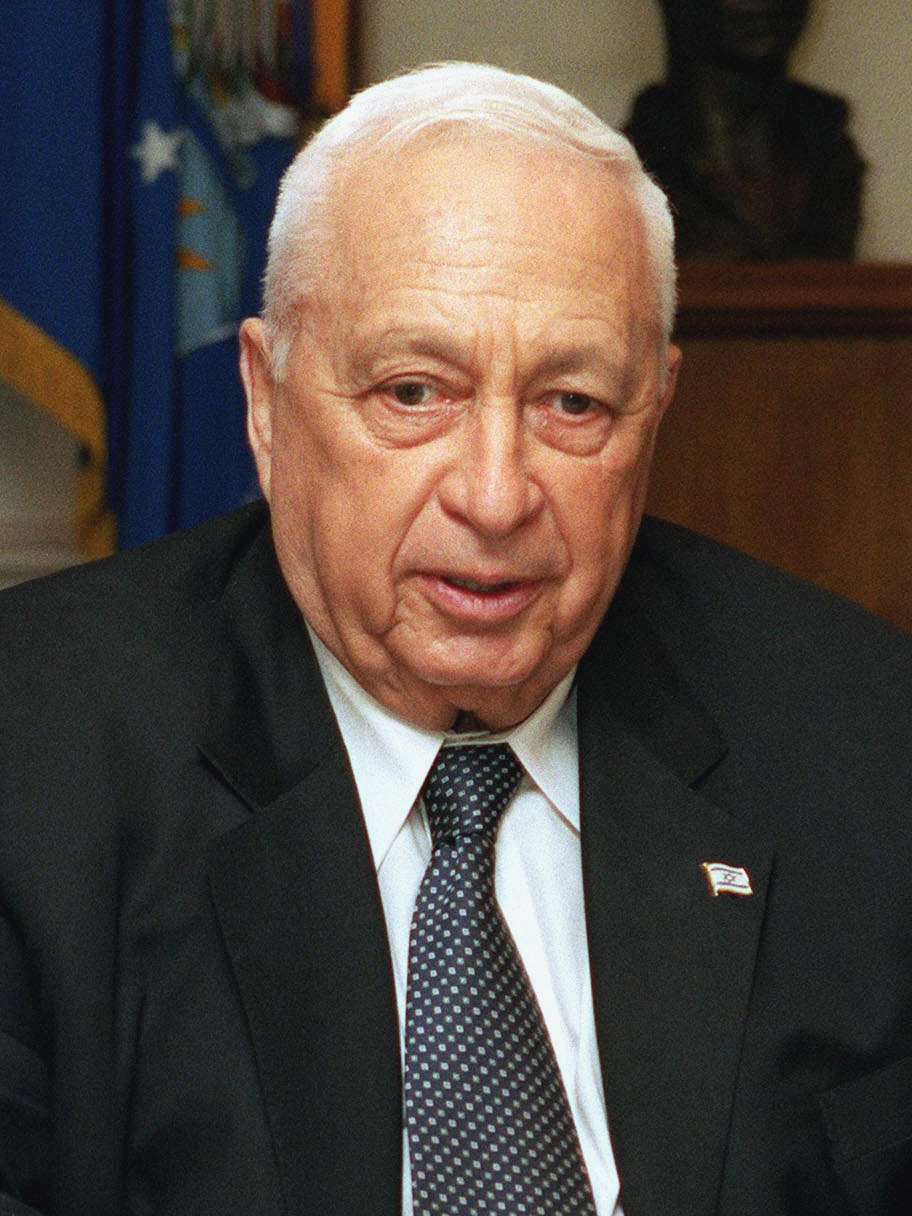
Aríél Sárón 2002-ben

A 2001. február 6-i választásokon 62,5%-kal győzte le Ehúd Bárákot. A választások idején Sárónt családapaként és szerető nagyapaként mutatták be. Ehúd Báráknak védelmi miniszteri posztot ajánlott a kormányában, aki azt visszautasította. Sárón a kormányát március 7-én mutatta be a Kneszetnek.
2001 decemberében szóban és fegyveresen is összetűzésbe került Jasszer Arafattal, miután a számos palesztin öngyilkos merénylő által elkövetett terrortámadások sok izraeli civil áldozatot követeltek. Sárón elrendelte a palesztin terroristák és a civil lakosság infrastruktúrájának a lerombolását. Jasszer Arafatot Sárón virtuális házi őrizetbe kényszerítette Rámalláhban.
2002 márciusában Szaúd-Arábia trónörököse, Abdullah herceg béketervet mutatott be, melyben javaslatot tett arra, hogy az arab államok teljes mértékben elismerik Izraelt, ha az teljesen kivonul a palesztin területekről. Sárón nem fogadta el a javaslatot. 2003. január 28-án tartották meg az előrehozott választásokat, amelyet a köztársasági elnök írt elő. Új kormányát 2003. február 27-én mutatta be a Kneszetnek.
2005. november 21-én lemondott a Likud vezetéséről és létrehozta a centrista Kádímá pártot.
2006. január 4-én agyvérzést kapott és kómába esett. Többé nem tért magához. 2014. január 11-én elhunyt.